# Madonna col Bambino, donatore e santi
'
Il polittico Madonna col Bambino, donato e santi  è un dipinto a tempera su tavola realizzato dal pittore conosciuto come “Maestro di Paroto” e conservato nella Pinacoteca Tosio Martinengo di Brescia.

## Storia
L'iscrizione che era posta centrale al polittico riportava la data del 1447, non più leggibile ma documentata da scritti dell'Ottocento conservati nell'archivio di Stato bresciano, anche se la data potrebbe essere il 1444 a secondo delle interpretazioni. Vero che il giorno Pasqua cadeva nel 1447 l'8 aprile, data indicata nell'iscrizione ed è vero che Francesco Afro da Treviso, parroco di Cemmo, che ne aveva commissionato il lavoro per la pieve di San Siro a Cemmo di Capo di Ponte, in Val Camonica era parroco proprio in quell'anno. La presenza di questo lavoro a Cemmo conferma l'importante presenza in Val Camonica di personaggi provenienti da Milano e da Brescia.
L'opera fu venduta a un privato nel 1852 che lo inserì nel circuito del mercato dell'antiquariato passando dal mercato milanese a quello parigino fino al mercato newyorkese, venendo poi acquistato dalla fondazione Cab per 180mila sterline il 4 luglio 2012, in un'asta di Sotheby's. a Londra, per essere esposto nel duomo vecchio di Brescia.
Dell'artista si conosce un solo ulteriore polittico conservato nel Museo Bagatti Valsecchi, anche questo di notevole valore artistico facendo dell'artista uno dei più importanti del Quattrocento del territorio bresciano. Quello che è conosciuto come Mastro di Cemmo sarebbe considerato padre di Giovanni Pietro da Cemmo. L'opera che originariamente fu realizzata su tavole, venne spostata su tela per essere poi riposta su tavola nei primi anni del Novecento. Dal 2018 le tavole sono conservate nel museo come deposito della Fondazione CAB.

## Descrizione e stile
Il polittico presente le caratteristiche della pittura gotica con la figura della Vergine centrale che riprende la Madonna dell'Umiltà, avvolta in un ricco manto rosso e non assisa su di un trono ma su un verde prato che le fa anche da contorno. L'opera si compone di nove tavole, mancante è quella che era la cuspide raffigurante la crocifissione di Cristo, conservata in collezione privata. Le tavole mancanti raffiguravano la Madonna annunciata e l'arcangelo Gabriele annunciante.
Le tavola laterali raffigurano otto santi con la relativa iscrizione gli attributi iconografici che li rendono riconoscibili: a sinistra si riconoscono i santi Stefano, Ludovico da Tolosa, Siro e Giovanni evangelista, mentre a destra san Michele Arcangelo, Giovanni Battista, e le sante Apollonia e Agata tutti rivolti verso la Madonna posta nella tavola centrale, se non si considera le immagini dei santi Stefano e Siro che probabilmente non sono conservati nella loro collocazione originale, così come il polittico non era dietro l'altare principale ma forse sul lato sinistro dietro il battistero.
Le figure si presentano allungate e signorili con una cromia di colori eleganti, con abiti dalle pieghe strette. Le immagini femminili riprendono le opere di Michelino da Besozzo questo a indicare che l'artista era a conoscenza e aveva studiato il linguaggio gotico e malgrado le varie modifiche, il polittico mantiene l'originale raffinatezza ed armonia.
Originariamente le tavole erano più unite e non inserite nella cornice lignea con lesene che dividono le differenti pitture del XIX secolo, era infatti possibile che la tavola centrale fosse più alta proprio per fare seguire la linea naturale del prato dove questa è assisa con il prato delle singole tavole raffiguranti i santi. Questa considerazione troverebbe conferma nella presenza dell'iscrizione posta ai piedi della Madonna.